# Palluau-sur-Indre
Palluau-sur-Indre és un municipi francès, situat al departament de l'Indre i a la regió de Centre – Vall del Loira. L'any 2007 tenia 792 habitants.

## Demografia

### Població
El 2007 la població de fet de Palluau-sur-Indre era de 792 persones. Hi havia 348 famílies, de les quals 124 eren unipersonals (48 homes vivint sols i 76 dones vivint soles), 140 parelles sense fills, 72 parelles amb fills i 12 famílies monoparentals amb fills.
La població ha evolucionat segons el següent gràfic:
Habitants censats

### Habitatges
El 2007 hi havia 569 habitatges, 366 eren l'habitatge principal de la família, 132 eren segones residències i 71 estaven desocupats. 558 eren cases i 8 eren apartaments. Dels 366 habitatges principals, 288 estaven ocupats pels seus propietaris, 60 estaven llogats i ocupats pels llogaters i 18 estaven cedits a títol gratuït; 4 tenien una cambra, 16 en tenien dues, 84 en tenien tres, 108 en tenien quatre i 154 en tenien cinc o més. 267 habitatges disposaven pel capbaix d'una plaça de pàrquing. A 170 habitatges hi havia un automòbil i a 130 n'hi havia dos o més.

### Piràmide de població
La piràmide de població per edats i sexe el 2009 era:
| Homes | Edats   | Dones |
| ----- | ------- | ----- |
| 0     | 95 o +  | 0     |
| 4     | 90 a 94 | 4     |
| 4     | 85 a 89 | 4     |
| 8     | 80 a 84 | 8     |
| 24    | 75 a 79 | 20    |
| 28    | 70 a 74 | 80    |
| 28    | 65 a 69 | 20    |
| 36    | 60 a 64 | 32    |
| 28    | 55 a 59 | 4     |
| 20    | 50 a 54 | 32    |
| 12    | 45 a 49 | 12    |
| 32    | 40 a 44 | 24    |
| 40    | 35 a 39 | 44    |
| 12    | 30 a 34 | 8     |
| 20    | 25 a 29 | 20    |
| 24    | 20 a 24 | 8     |
| 20    | 15 a 19 | 20    |
| 36    | 10 a 14 | 12    |
| 36    | 5 a 9   | 28    |
| 20    | 0 a 4   | 16    |

## Economia
El 2007 la població en edat de treballar era de 478 persones, 330 eren actives i 148 eren inactives. De les 330 persones actives 292 estaven ocupades (150 homes i 142 dones) i 38 estaven aturades (17 homes i 21 dones). De les 148 persones inactives 64 estaven jubilades, 40 estaven estudiant i 44 estaven classificades com a «altres inactius».

### Ingressos
El 2009 a Palluau-sur-Indre hi havia 368 unitats fiscals que integraven 773 persones, la mediana anual d'ingressos fiscals per persona era de 15.926 €.

### Activitats econòmiques
Dels 26 establiments que hi havia el 2007, 2 eren d'empreses alimentàries, 2 d'empreses de fabricació d'altres productes industrials, 7 d'empreses de construcció, 4 d'empreses de comerç i reparació d'automòbils, 3 d'empreses d'hostatgeria i restauració, 1 d'una empresa financera, 2 d'empreses immobiliàries, 2 d'empreses de serveis i 3 d'empreses classificades com a «altres activitats de serveis».
Dels 10 establiments de servei als particulars que hi havia el 2009, 1 era un taller de reparació d'automòbils i de material agrícola, 2 guixaires pintors, 3 fusteries, 1 electricista, 1 perruqueria, 1 restaurant i 1 agència immobiliària.
Dels 2 establiments comercials que hi havia el 2009, 1 era una botiga de més de 120 m² i 1 una fleca.
L'any 2000 a Palluau-sur-Indre hi havia 42 explotacions agrícoles que ocupaven un total de 3.267 hectàrees.

## Equipaments sanitaris i escolars
El 2009 hi havia una escola elemental integrada dins d'un grup escolar amb les comunes properes formant una escola dispersa.

## Poblacions més properes
El següent diagrama mostra les poblacions més properes.